# Scaevola albida
Scaevola albida är en tvåhjärtbladig växtart som först beskrevs av Smith, och fick sitt nu gällande namn av George Claridge Druce. Scaevola albida ingår i släktet Scaevola och familjen Goodeniaceae. Utöver nominatformen finns också underarten S. a. pallida.

## Bildgalleri

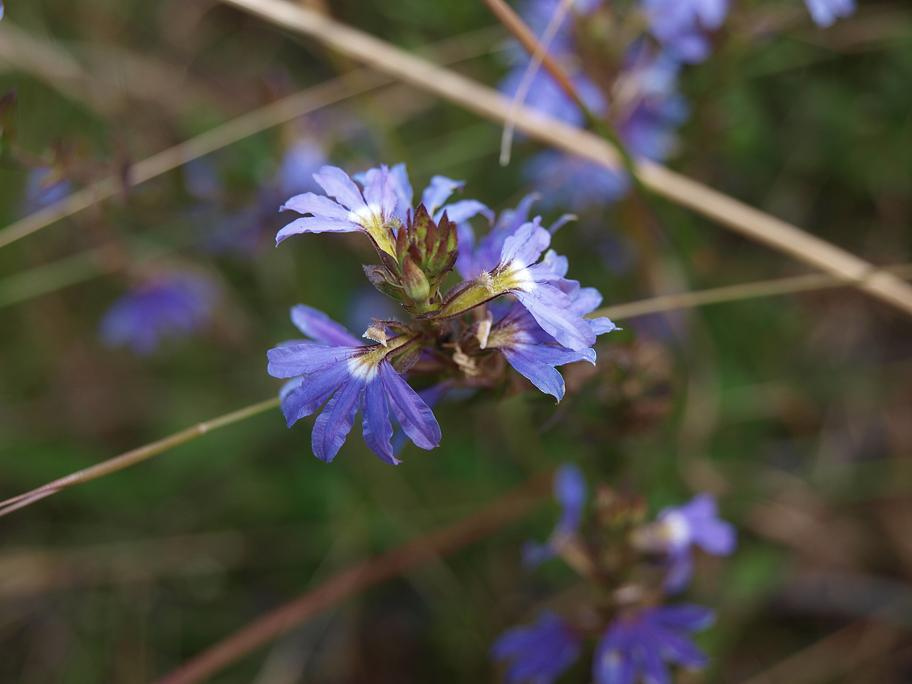